# Майская прогулка
«Ма́йская прогу́лка» — российское физкультурное мероприятие, проводимое в Екатеринбурге каждое 3-е воскресенье мая (с 2013 года пешие и велосипедные дистанции проводятся в разные дни: пешая часть по традиции в третье воскресенье мая, а велосипедная часть с 2014 года проходит на две недели позже).
Организаторами являются министерство по физической культуре, спорту и туризму (ФКСиТ) Свердловской области, управление по развитию ФКСиТ г. Екатеринбурга, администрация г. Екатеринбурга, спорткомитеты Верх-Исетского и Кировского районов г. Екатеринбурга, УГТУ-УПИ и МУ «Спортивно-туристский клуб г. Екатеринбурга».
Майская прогулка проводится каждый год начиная с 1984 года. В мероприятии участвуют тысячи людей (в 2008 году на прогулку вышли 7232 человека, в 2010 году — 8750 человек, в 2012 году — более 11 тысяч человек), в 2015 году на пешей прогулке было примерно 5 тысяч человек (многие не пошли из-за плохой погоды).
Задача участника заключается только в том, чтобы пройти выбранный им маршрут, никакого учёта времени не производится.
На старте (с 7:00 до 11:00) каждый участник регистрируется, получает карту с маршрутом и расположением контрольных пунктов (КП), и отправляется в путь.
Проходя последовательно каждый КП, участник получает отметки на свою карту.
На КП обычно (но не обязательно) бывает организован чай с пряниками, а иногда даже полевая кухня.
Финишировать надо до захода солнца (до 21:00), либо позвонить организаторам и сообщить о своём сходе с маршрута.
На финише карта с отметками предъявляется организаторам, и участнику вручается памятный значок. Многие участники проходят Майскую прогулку, надев значки, полученные на предыдущих прогулках.

## Маршруты
Маршруты пролегают по Екатеринбургу и ближайшим его окрестностям.
Как правило, они начинаются и оканчиваются у здания физико-технического факультета УГТУ-УПИ (физтеха) на площади УГТУ-УПИ, в последние два года место финиша маршрутов — главной корпус УГТУ-УПИ (с 2010 года — УрФУ). Также иногда в качестве точки старта и/или финиша использовалось здание на улице Пролетарской, в котором в те годы располагался Городской турклуб Екатеринбурга. В последнее время стали использоваться выездные старты, что позволило разнообразить маршруты и сократить долю городских улиц в их протяжённости.
Основной маршрут «Майской прогулки» — пешеходная дистанция 50 км. Традиционен
и короткий маршрут для начинающих и участников с детьми — 17—18 км. Многие годы в качестве такого маршрута предлагалась «Шарташская кругосветка» — 17 км вокруг озера Шарташ.
Также предлагаются и промежуточные по длине маршруты, позволяющие каждому выбрать дистанцию по своим силам.
Обычно это маршрут длиной примерно 30—33 км и добавившийся несколько лет маршрут назад с названием «Марафон независимых» длиной 41—42 км.
В разные годы бывали и специальные маршруты, превосходящие 50 км, посвящённые каким-либо датам.
Увеличение количества велосипедистов, принимающих участие в прогулке и взаимная некомфортность одновременного движения велосипедистов и пешеходов по одной тропе привели к организации в 2007 году отдельного маршрута для велосипедистов длиной 67 км. В настоящее время веломаршруты Майской прогулки стали ежегодными, предлагаются дистанции разной длины, при этом движение велосипедистов по пешеходным маршрутам считается недопустимым.
Организаторы стараются каждый год менять маршрут, и карта предыдущих маршрутов напоминает паутину вокруг города, но в связи с требованиями к безопасности участников-пешеходов на маршруте и фактической привязанности к зданию Физтеха сделать это всё труднее с каждым годом. Маршруты проходят обязательное согласование с ГИБДД. На некоторых КП дежурят машины Скорой помощи.

## Майская прогулка-2008
Юбилейная XXV майская прогулка состоялась 18 мая 2008 г. В прогулке участвовали 7232 человека.
Дистанции прогулки:
- 50 км — «Классика»
- 42 км — «Марафон независимых»
- 25 км — «Юбилейная»
- 19 км — «Шарташская кругосветка»
- 60 км — «Велопрогулка»

Маршруты прогулки начинались и заканчивались у здания физико-технического факультета УГТУ-УПИ (г. Екатеринбург, ул. Мира, 21).
Маршруты пролегали на востоке Екатеринбурга, в районе озера Шарташ, южной оконечности г. Берёзовского, Новосвердловской ТЭЦ и посёлков Пески и Изоплит.

## Майская прогулка-2009
XXVI Майская прогулка-2009, несмотря на погоду (дождь в течение всего дня, +6 градусов, северный ветер), состоялась 17 мая 2009 г.
Маршруты прогулки:
- Пешие
  - 50 км — «Классика»
  - 42 км — «Марафон независимых»
  - 33 км — «Тридцать три»
  - 18 км — «Шарташская кругосветка»
- Велосипедные
  - 46 км — «Большая велопрогулка»
  - 26 км — «Малая велопрогулка»

Пешие маршруты начинались и заканчивались у здания УГТУ-УПИ (ул. Мира, 19), велосипедные — на лыжной базе «Химмаш».

### Осенний вариант
27 сентября 2009 года турклубом УГТУ-УПИ организована прогулка по картам прогулки 17 мая 2009 года, но лишь на пешеходные дистанции: 18 и 33 км.

## Майская прогулка-2010
XXVII Майская прогулка-2010 состоялась в воскресенье, 16 мая. В этом году благодаря тёплой погоде на маршруты вышли и выехали 8750 человек.
Маршруты майской прогулки-2010:
- Пешие:
  - 50 км — «Классика»
  - 42 км — «Марафон независимых»
  - 32 км — «Юбилейный» (32,5 км)
  - 18 км — «От Уктуса до УрФУ»
- Велосипедные:
  - 45 км — «Весна Победы. Большая велопрогулка»
  - 24 км — «Малая велопрогулка»

Пешие маршруты начинались от гостиницы «Уктус» и заканчиваются у главного корпуса УрФУ (бывш. УГТУ-УПИ) на ул. Мира, 19. Иногородние участники могли воспользоваться для ночёвки льготными услугами отеля «Уктус». Веломаршруты начинались и заканчивались на лыжной базе «Химмаш».
Все маршруты проходили по живописным южным окрестностям города через Уктусский и Нижне-Исетский лесопарки.
Первый участник финишировал в 11:00: участник весьма преклонного возраста пробежал 18 километров. Самому старшему участнику прошедшей «Майской прогулки» — 78 лет.

## Майская прогулка-2011
В 2011 году Майская прогулка состоялась 15 мая.
Количество участников всего 8568.
Были представлены следующие маршруты:
- Пешие:
  - 50 км — «Классика»
  - 42 км — марафон от «Мегафон»
  - 30 км — «Юбилейная»
  - 20 км — «Шарташская Кругосветка»
- Велосипедные:
  - 35 км
  - 25 км

Старт и финиш:
- Место старта пешеходных дистанций — ДИВС
- Место финиша — Главный корпус УГТУ-УПИ (УрФУ)
- Место старта и финиша велосипедных дистанций — лыжная база «Нижне-исетская»

## Майская прогулка-2012
В 2012 году Майская прогулка состоялась 20 мая.
Все маршруты проходили по живописным южным окрестностям города через Уктусский и Нижне-Исетский лесопарки.

## Майская прогулка-2013
XXX Майская прогулка-2013 состоялась впервые в два дня: 18 мая и 19 мая, что позволило желающим участвовать и в велосипедной, и в пешей её части.
Маршруты майской прогулки-2013:
- Велосипедная прогулка (18 мая):
  - 45 км;
  - 20 км.

Маршруты начинаются и заканчиваются в МБУ СОК “Калининец” (ул Краснофлотцев, д. 48).
- Пешеходная прогулка (19 мая):
  - 50 км — «Классика»;
  - 30 км — «Юбилейная»;
  - 20 км — «Шарташская кругосветка».

Регистрация участников у ДИВСа, выезд к началу маршрутов на метро. Финиш у главного корпуса УрФУ (ул. Мира, д. 19).

## Майская прогулка-2020
XXXVII Майская прогулка-2020 была посвящена 100-летию Уральского Федерального Университета. В связи с панедемией COVID-19 дата проведения мероприятия была изменена на   27 сентября.
Старт располагался возле главного корпуса УрГПУ, финиш — возле главного корпуса УрФУ.
Из-за более короткого светового дня организаторам пришлось перенести время финиша на 20:00 и отказаться от традиционного 50-километрового маршрута.
Маршруты майской прогулки-2020:
- 20 км «Калиновка-Шарташ»;
- 32 км «Юбилейный»;
- 42 км «Осенний марафон».

Количество участников составило 3961 человек.